# Milan (Québec)
Pour les articles homonymes, voir Milan (homonymie).
Milan  est une municipalité du Québec (Canada), située dans la municipalité régionale de comté (MRC) du Granit, dans la région administrative de l'Estrie.

## Toponymie
Son nom, de Milan en Lombardie, est un emprunt à la toponymie italienne.
La communauté fut fondée en 1877 par des immigrants écossais originaires de Lewis sous le nom de « Marsden ». À cause de la confusion possible avec le canton de Marston, on l'a renommée « Milan » quelques années plus tard.

## Histoire

### Chronologie
- 1er juin 1948 : Érection de la municipalité de Milan.

## Géographie
Milan est traversée par la route 214.

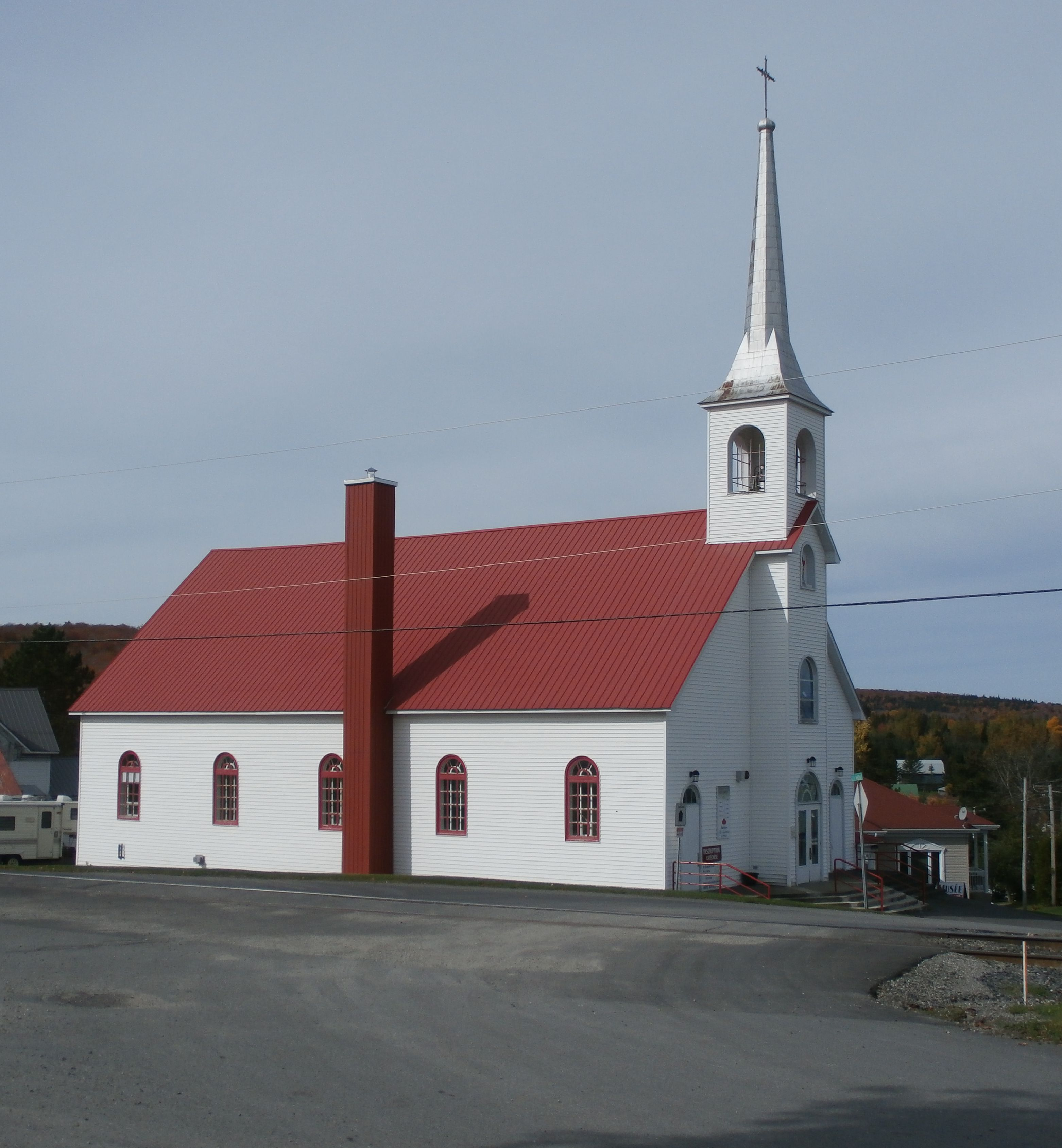
Église de Milan.

## Démographie
| 1996 | 2001 | 2006 | 2011 | 2016 | 2021 |
| ---- | ---- | ---- | ---- | ---- | ---- |
| 281  | 320  | 299  | 270  | 299  | 318  |

## Administration
Les élections municipales se font en bloc pour le maire et les six conseillers.
| Milan Maires depuis 2001                                                                                             |                  |         |          |
| Élection | Maire            | Qualité | Résultat |
| 2001 | Claude Busque    |         | Voir     |
| 2005 | Claude Turcotte  |         | Voir     |
| 2009 | Claude Turcotte  | Voir    |          |
| 2013 | Yves d'Anjou     |         | Voir     |
| 2017 | Jacques Bergeron |         | Voir     |
| 2021 | Jacques Bergeron | Voir    |          |
| Élection partielle en italique Depuis 2005, les élections sont simultanées dans toutes les municipalités québécoises |                  |         |          |

## Personnalité
- Donald Morrison est enterré au cimetière Gisla, en retrait du village [4].